# Autoportret (pictură de Nicolae Grigorescu)
Acest articol dezvoltă secțiunea Opera a articolului principal Nicolae Grigorescu.
Nicolae Grigorescu a realizat acest Autoportret în anul 1868, el fiind identificat de către critica de artă ca fiind punctul culminant al formației sale profesionale de la Barbizon. Contactul pe care l-a avut cu vechii maeștri la Muzeul Luvru și mai noii săi colegi de la Barbizon, face ca figura inteligentă, energică și serioasă pe care a realizat-o să fie un cumul de cunoștințe dobândite care s-au suprapus pe talentul nativ cu care a fost dotat de către natură. Acest autoportet a fost considerat de către criticii de artă, ca fiind o operă de o importanță majoră pentru întreaga carieră artistică a pictorului român.  Tot ce a reușit să exprime în acest autoportret a anunțat o personalitate artistică autentică și apariția unui mare pictor în arta plastică românească.

## Descrierea lucrării
După douăzeci de ani de când a intrat ca ucenic în atelierul lui Anton Chladek, la vârsta de treizeci de ani, Nicolae Grigorescu devenise un pictor care și-a înțeles menirea și care a deprins meșteșugul picturii. La începuturi deprinsese doar rețete, dar dincolo de acestea, o notă personală își făcuse prezența din ce în ce mai pregnant o dată cu trecerea timpului. Ajuns în capitala Franței, la Luvru și la Barbizon, a văzut prețuirea pe care marii maeștri au dat-o mai presus de orice simplității și sincerității în înfățișarea scenelor care preamăreau adevărul vieții. Alături de Théodore Rousseau, Gustave Courbet, Jean-François Millet, Charles-François Daubigny sau Jean-Baptiste Camille Corot, Grigorescu s-a descoperit pe sine însuși și a pătruns și mai mult în tainele artei, din care a știut cu o intuiție sigură să aleagă calea pe care să meargă.

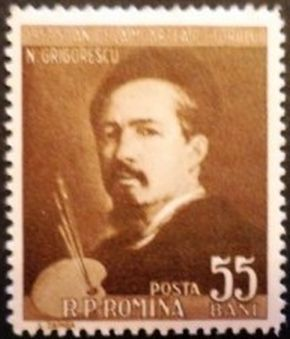
Timbru editat în anul 1957, la 50 de ani de la moartea artistului

Privind autoportretul pe care l-a făcut în anul 1857 se poate vedea timiditatea pe care chipul său tânăr o degaja, precum și influențele neoclasiciste care l-au inspirat. În autoportetul realizat după zece ani (1868) apare o persoană sigură pe sine ce are o privire scrutătoare, pătrunzătoare și fermă a unui om matur. Autoportretul este o rezultantă a studiului pe care pictorul român l-a făcut privind operele unor mari maeștri ca Pierre-Paul Prud'hon sau Rembrandt. Aceste studii i-au îmbogățit cu noi resurse limbajul său plastic. Grigorescu a știut cum să realizeze compoziția unei figuri în care lumina și umbrele să exprime prin efecte delicate de tonuri, nuanțele cele mai rafinate ale unei vieți interioare. Tot ce a reușit să exprime în acest autoportret a anunțat o personalitate artistică autentică și apariția unui mare pictor în arta plastică românească.
Acest autoportet a fost considerat de către critica de artă, ca fiind o operă de o importanță majoră pentru întreaga carieră artistică a pictorului român. Tabloul este interesant ca imagine și prin el face ca privitorul să înțeleagă personalitatea pe care Grigorescu o avea în acele timpuri. Mai interesant este prin perspectiva ce-o aruncă asupra însușirilor pe care le-a dobândit Grigorescu la finele perioadei sale de formație la Școala de la Barbizon. Contactul pe care l-a avut cu vechii maeștri la Muzeul Luvru și mai noii săi colegi de la Barbizon, face ca figura inteligentă, energică și serioasă pe care a realizat-o să fie un cumul de cunoștințe dobândite care s-au suprapus pe talentul nativ cu care a fost dotat de către natură. O dată cu trecerea timpului, artistul român a devenit un partizan al lucrului în aer liber și ca urmare, efectele de lumină au înflorit în întreaga sa creație ulterioară. Ca o consecință naturală a demersului pe care l-a făcut pentru pictura de plein-air criticii au observat că nici coloritul, nici precizia viziunii, nici pătrunderea psihologică și nici siguranța penelului, nu-i vor fi superioare acestei perioade de formare. Cu acest autoportret, Nicolae Grigorescu a atins punctul culminant al formației sale profesionale de la Barbizon.
Încă de la începutul venirii artistului în Franța, el a fost preocupat pentru redarea chipului oamenilor, acest fapt fiind evident în toate scenele din viața satului ca și în portretele pe care le-a realizat în acea perioadă. Mărturiile acestor preocupări sunt lucrările Autoportret, Paznicul de la Chailly și Bătrână cârpind. Cele trei tablouri, reprezintă o culme a creației plastice și o culme a genului în pictura românească.